# Ewa Kucharska
Ewa Kucharska (ur. 2 czerwca 1981) – polska lekkoatletka, biegaczka długodystansowa.
Trzykrotna brązowa medalistka mistrzostw Polski w maratonie (2012, 2013 i 2015).